# Gurania oxyphylla
Gurania oxyphylla är en gurkväxtart som beskrevs av Charles Jeffrey. Gurania oxyphylla ingår i släktet Gurania och familjen gurkväxter. Inga underarter finns listade i Catalogue of Life.